# مامایف کورگان

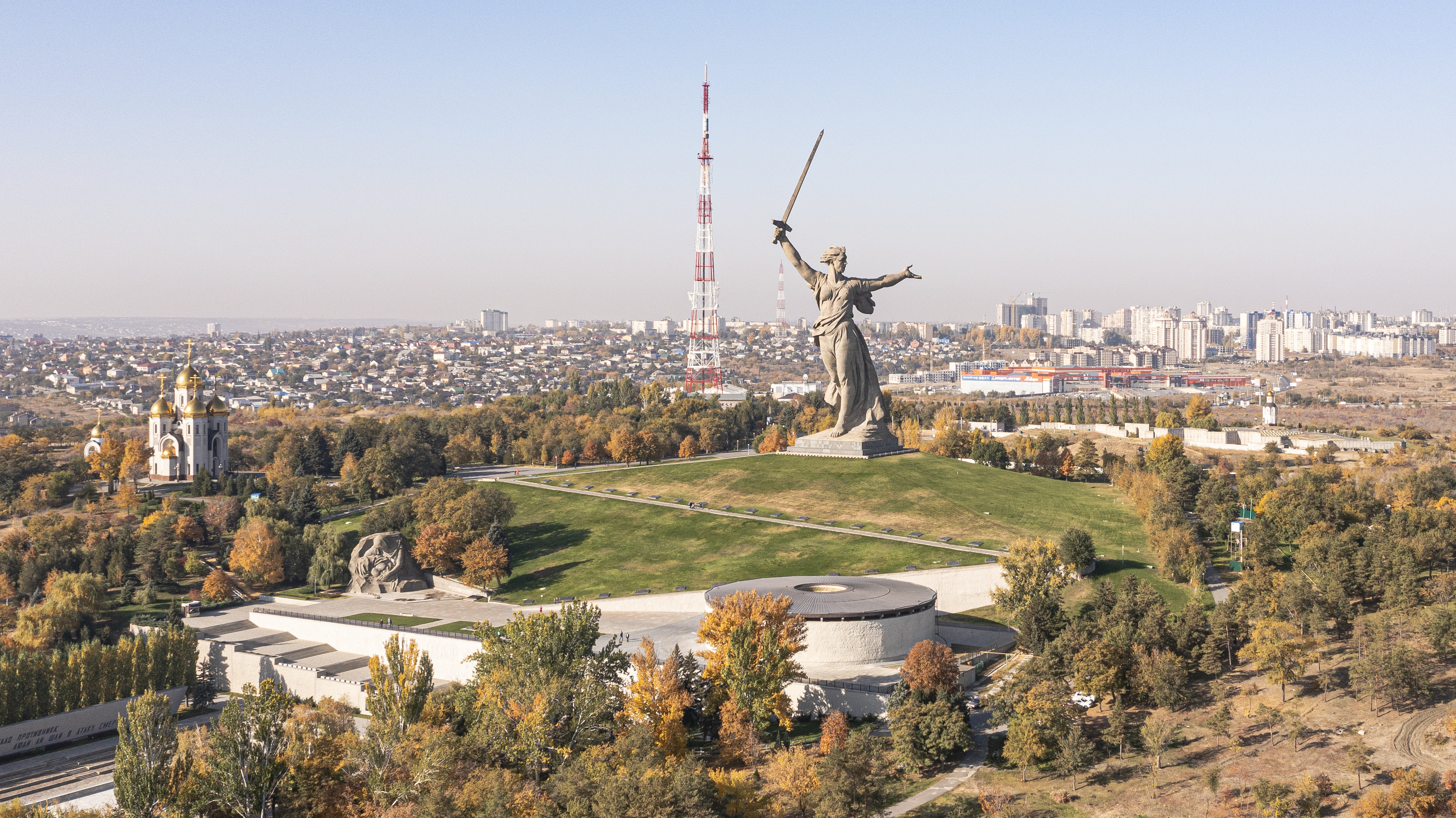
مامایف کورگان با مجسمه مام فرامی‌خواند

مامایف کورگان (روسی: Мама́ев курга́н) تپه‌ای مشرف به شهر ولگوگراد (استالینگراد سابق) در جنوب روسیه است. این نام در زبان روسی به معنای «گورپشتهٔ مامای» است. در این محله یک مجموعه یادبود به یادگار نبرد استالینگراد (اوت ۱۹۴۲ تا فوریه ۱۹۴۳) بنا کرده‌اند. نتیجهٔ این نبرد، به پیروزی سخت شوروی بر نیروهای محور در جبهه شرقی جنگ جهانی دوم انجامید و یکی از خونین‌ترین نبردها در تاریخ بشر بود. سال ۱۹۶۷، مجسمه‌ای عظیم با نام مام فرا می‌خواند که در آن زمان بزرگ‌ترین مجسمه مستقل جهان بود، در این محله نصب گردید.

## مجتمع یادبود

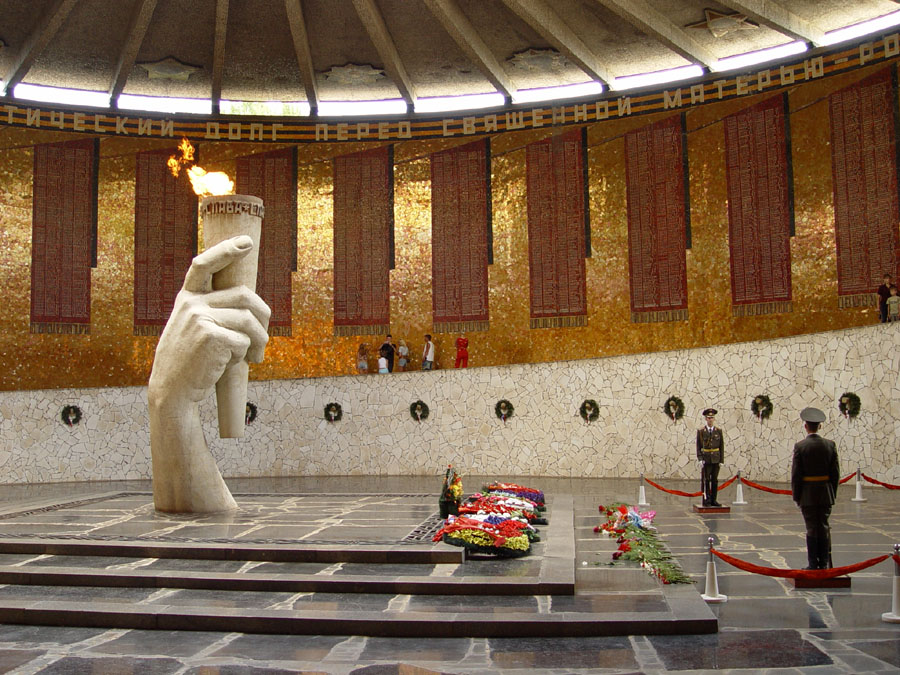
شعله ابدی

پس از جنگ، مقامات شوروی مجموعه عظیم یادبود مامایف کورگان را راه اندازی کردند. واسیلی چویکوف، که نیروهای شوروی را در استالینگراد رهبری می‌کرد، در مامایف کورگان دفن شده است. این باعث می‌شود که او تنها مارشال اتحاد جماهیر شوروی باشد که در خارج از مسکو به خاک سپرده شده است. ۳۴۵۰۵ سرباز مدافع استالینگراد در آنجا دفن شده‌اند. تک‌تیرانداز واسیلی زایتسف نیز در سال ۲۰۰۶ در آنجا دفن شد.

### خیابان صنوبرها؛ ایستاده تا مرگ!
مامایف کورگان از طریق پلکانی که به خیابان صنوبرها منتهی می‌شود، قابل دسترسی است که از دو طرف آن با درختان صنوبر احاطه شده است. از آنجا، دومین پله به مجسمه سرباز روس عضلانی و بدون پیراهن منتهی می‌شود. این مجسمه به نام ایستاده تا مرگ!، از سنگ تراشیده شده و توسط حوضچه ای بزرگ از آب احاطه شده است. روی آن کتیبه‌ای هست که نوشته. «.. و یک قدم هم به عقب نمی‌رویم!»

### دیوارهای مخروبه نمادین؛ میدان قهرمانان
از ایستاده تا مرگ! سه پله آنسوتر، دیوارهای مخروبه نمادین پدیدار می‌شود. اینها نمایانگر ویرانه‌های استالینگراد هستند، در حالی که قهرمانان شوروی را که از شهر دفاع می‌کردند، جاودانه می‌کنند. روی دیوارها چهره‌های سربازان متعددی حک شده است که چشمانشان بسته است تا مرگ در نبرد را نشان دهد. همچنین بر روی دیوارها نقل قول‌های متعددی از مدافعان واقعی استالینگراد حک شده است. این کلمات در اصل توسط خود سربازان بر کناره‌های ساختمان‌های مختلف ویران شده در سراسر شهر حک شده بود.
بالای پله‌ها، از کنار دیوارها، میدان قهرمانان قرار دارد. این استخر دیگری است. در یک طرف حوض دیواری است که روی آن نوشته شده است: «با باد آهنین که مستقیماً به صورت آنها می‌وزید، آنها همچنان به جلو می‌رفتند. و ترس دشمن را فرا گرفت. اینها کسانی بودند که حمله می‌کردند؟ آیا آنها اصلاً فانی بودند؟» در طرف دیگر حوض شش مجسمه قرار دارد که روی اولی این مجسمه نوشته شده است: «ما ایستادیم و مرگ را شکست دادیم». مجسمه‌های دوم و سوم به ترتیب یادبود پرستاران نظامی و سربازان دریایی هستند. مجسمه چهارم به افسرانی که نبرد را برای محافظت از استالینگراد رهبری کردند اختصاص دارد. مجسمه پنجم داستان «نجات بنر» را روایت می‌کند. ششمین مجسمه یادبود پیروزی نهایی ارتش روسیه بر آلمانی‌ها است.

### تالار افتخار نظامی
گذشته از میدان قهرمانان، تالار شکوه نظامی است که نمای بیرونی آن با آثار هنری روسی سربازان شوروی که پایان جنگ را جشن می‌گیرند تزئین شده است… و کتیبه‌ای چنین دارد: «مردم ما یاد خود را از بزرگ‌ترین نبرد در تاریخ جنگ، در دیوارهای استالینگراد زنده نگه می‌دارند.»
یک پلکان داخلی به اتاق اصلی دایره‌ای تالار منتهی می‌شود. در مرکز اتاق ، شعله ابدی، مجسمه بزرگ دستی است که مشعل را در دست گرفته است. شعله ابدی به‌طور مداوم تحت گارد مسلح محافظت می‌شود که هر ساعت پاس آنان تغییر می‌کند. اتاق اصلی به عنوان زمین مقدس در نظر گرفته می‌شود و موسیقی غم‌انگیزی در یک حلقه پخش می‌شود. به دلیل احترام، بازدیدکنندگان به شدت از صحبت با صدای بلند اجتناب می‌کنند. دیوارهای اتاق با موزاییک‌های شیشه ای پوشیده شده است. اسامی ۷۲۰۰ سرباز روسی که در نبرد برای استالینگراد جان باختند را در خود دارند. در اطراف سقف اتاق این کتیبه وجود دارد: «... بله، ما فانی بودیم و تعداد کمی از ما زنده ماندیم (محاصره آلمان). اما همه ما به وظیفه میهنی خود در قبال میهن مقدس خود عمل کردیم.»

### غم مادر
خروجی بالای سالن به یک مسیر منتهی می‌شود که به نوبه خود، به سمت سربالایی زیگزاگ به سمت مادر روسیه فرا می‌خواند! می‌رود. بنای یادبودی سنگی به نام غم مادر در این میانه قرار دارد.
این تپه خود گور بی نشانی برای بیش از ۳۴۵۰۰ سرباز روسی است که در استالینگراد کشته شده‌اند. حتی این درصد ناچیزی از مجموع تلفات شوروی در نبرد است. چمن روی تپه مقدس شمرده می‌شود و بازدیدکنندگان از پا گذاشتن روی آن منع می‌شوند. بالای تپه منظره ای پانوراما از شهر ولگوگراد می‌دهد.
مامایف کورگان ۲۴ ساعت شبانه روز برای عموم باز است و هیچ هزینه ای برای پذیرش وجود ندارد.

## پس زمینه
این بنای یادبود بین سال‌های ۱۹۵۹ و ۱۹۶۷ ساخته شد و مجسمه تمثیلی بزرگی از مام مادر در بالای تپه نهاده شد. این بنای تاریخی که توسط یوگنی وچتیچ طراحی شده است، نام کاملش «مام میهن تو را فرا می‌خواند!» (روسی: Родина-мать зовёт! رودینا مت زوویوت!) است. این مجسمه متشکل از یک پیکرهٔ بتنی به ارتفاع ۵۲ متر و ۸۵ متر از پا تا نوک شمشیر ۲۷ متری است که بر خط افق شهر استالینگراد (که بعداً به ولگوگراد تغییر نام داد) تسلط دارد.
این سازه به جز تیغه فولادی ضدزنگ شمشیر از بتن استفاده می‌کند و تنها با وزن خود روی پایه آن نگه داشته می‌شود. این مجسمه تداعی کننده بازنمایی الههٔ کلاسیک یونانی نایکی است، به ویژه لباس‌های روان در باد، شبیه به مجسمه پیروزی بالدار ساموتراس است.

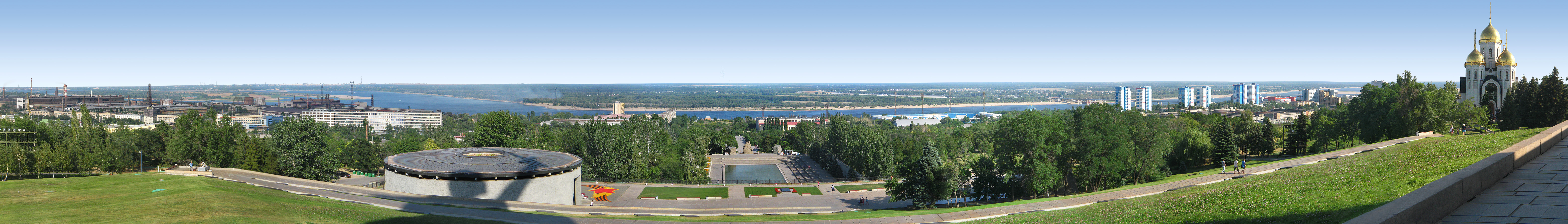
تصویر گرفته شده از بالای مامایف کورگان (در پایه مجسمه)، با نگاه کردن به رودخانه ولگا